# 극락도 살인사건
《극락도 살인사건》은 2007년 개봉한 대한민국의 스릴러 영화로, 김한민 감독의 데뷔작이다. 박해일이 주연으로 출연했다.

## 줄거리
한반도 남쪽 해안에서 떨어진 작은 섬, 극락도에는 17명의 주민이 평화롭게 살고 있었다. 아름다운 산과 바다가 어우러진 이곳은 이름처럼 낙원과 같았고, 방문객들에게도 근심 걱정 없는 휴식을 선사했다. 하지만 어느 날, 섬 주민 전체가 흔적도 없이 사라지는 사건이 발생하면서 섬의 평화는 깨진다. 처음에는 피투성이 시체가 발견되어 혼란이 가중되고, 섬에 남은 사람들은 모두 용의선상에 오른다. 폭풍우로 인해 섬 밖으로 나갈 배편은 끊기고, 유일한 통신 수단이었던 라디오마저 파손된 상황. 고립된 섬 안에서 주민들은 서로를 의심하며, 눈에 보이지 않는 존재조차 용의자로 여기게 된다. 시간이 지날수록 끔찍한 비밀들이 하나씩 드러나면서, 낙원이었던 섬은 점차 죽음의 섬으로 변모해간다.

## 출연진
- 박해일 : 제우성 역
- 박솔미 : 장귀남 역
- 성지루 : 한춘배 역
- 최주봉 : 이장 역
- 김인문 : 김 노인 역
- 박원상 : 상구 역
- 안내상 : 이 기사 역
- 유혜정 : 태기 모 역

## 수상
- 2007년 제6회 대한민국 영화대상
  - 남우조연상 - 성지루
- 2007년 제28회 청룡영화상
  - 각본상 - 김한민
  - 신인감독상 - 김한민
- 2007년 제44회 대종상
  - 조명상 - 이주생